# Silene montbretiana
Silene montbretiana är en nejlikväxtart som beskrevs av Pierre Edmond Boissier. Silene montbretiana ingår i släktet glimmar, och familjen nejlikväxter. Inga underarter finns listade i Catalogue of Life.